# Strumento di assistenza preadesione
Lo strumento di assistenza preadesione (Instrument for Pre-Accession Assistance), o semplicemente IPA, è un meccanismo di finanziamento dell'Unione europea ai paesi candidati ad entrare nell'Unione Europea.
Dal 2007 ha sostituito programmi precedenti, come il PHARE o il programma CARDS.
A differenza dei programmi precedenti, l'IPA offre fondi dell'UE ai paesi candidati e ai potenziali candidati. L'assistenza fornita dall'IPA dipende dai progressi compiuti dai paesi beneficiari e dalle loro esigenze, stabilite dal Commissario europeo per l'Allargamento. I paesi beneficiari sono suddivisi in due categorie, in base al loro status:
- i paesi candidati: Repubblica di Macedonia, Turchia;
- i candidati potenziali: Albania, Bosnia ed Erzegovina, Montenegro, Serbia, incluso il Kosovo quale definito dalla Risoluzione 1244/1999 del Consiglio di Sicurezza delle Nazioni Unite.